# 星际力量
《雷鳥號》（台湾又译作）是一款由Tehkan公司（后称为特库摩）制作和出品的纵向卷轴射击游戏。游戏于1984年在街机发行，后移植至其他平台。
玩家控制着一个名为最后之星的飞船，射击各种敌人和摧毁敌方据点。